# Mesoleptus ineditus
Mesoleptus ineditus är en stekelart som först beskrevs av Forster 1876.  Mesoleptus ineditus ingår i släktet Mesoleptus och familjen brokparasitsteklar. Inga underarter finns listade i Catalogue of Life.